# فرانسوا إيمانويل غينارد، كونت دي سانت بريست

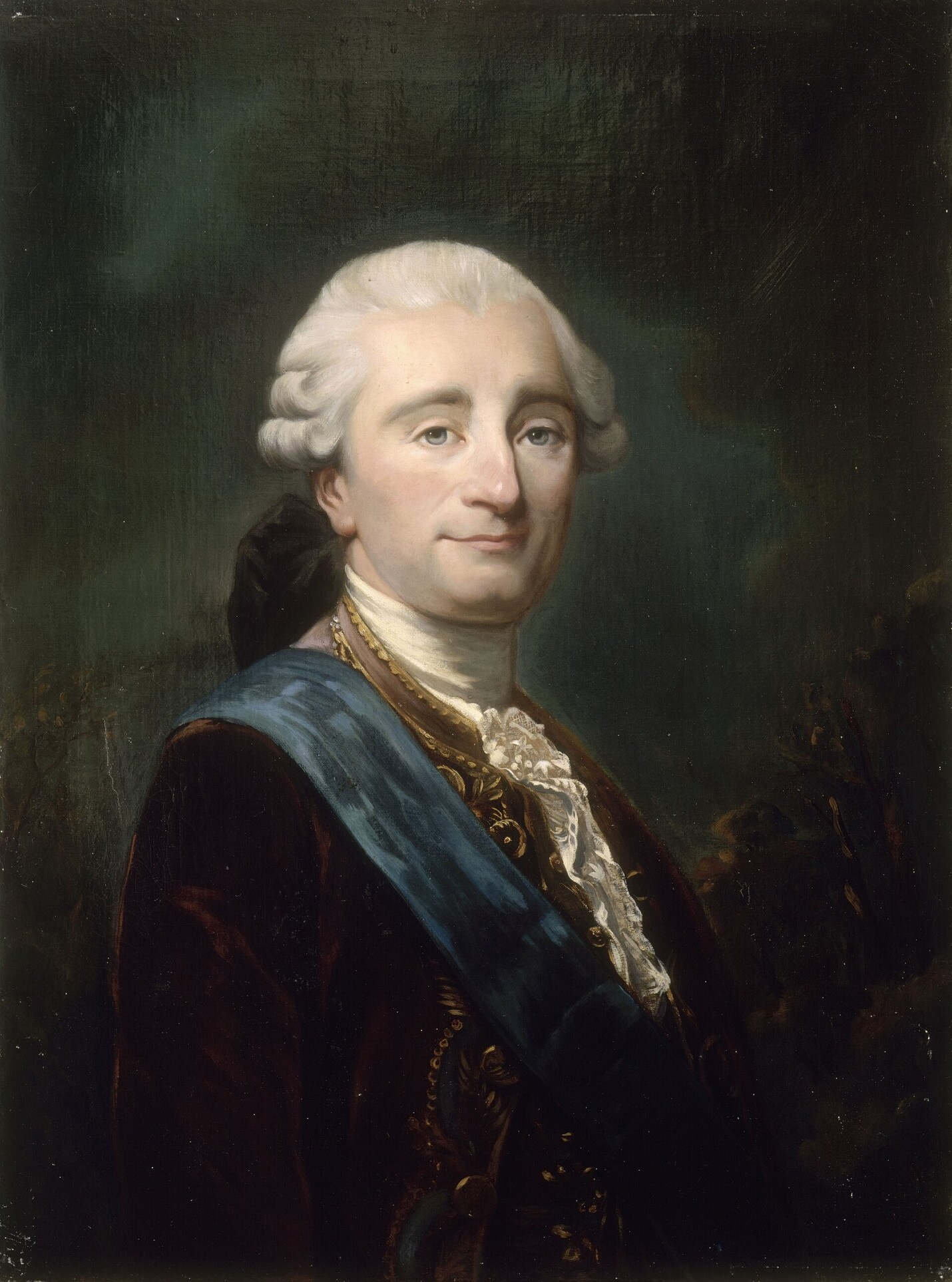
فرانسوا إيمانويل غينارد ، كونت دي سان بريست

فرانسوا إيمانويل غينارد، كونت سانت-بريست (بالفرنسية: François-Emmanuel Guignard de Saint-Priest)‏ (12 مارس 1735 - 26 فبراير 1821) سياسي ودبلوماسي فرنسي خلال عهد أنسين ريجيم والثورة الفرنسية.

## نشأته
ولد في غرينوبل ، تم قبوله وسام شجاع في وسام مالطا في سن الخامسة ، ودخل الجيش في سن الخامسة عشر. ترك الخدمة الفعلية في عام 1763 برتبة عقيد ، وعلى مدى السنوات الأربع المقبلة ، مثلت محكمة فرنسا في البرتغال.
أرسل سانت بريست كسفير في عام 1768 إلى الإمبراطورية العثمانية ، حيث بقي (باستثناء فترة قصيرة واحدة) حتى عام 1785. وهناك ، تزوج من فيلهيلمينا فون لودولف ، ابنة سفير مملكة نابولي إلى سامية بورت. نُشر كتابه «مذكرات حول السفارة الفرنسية في تركيا والتجارة الفرنسية في بلاد الشام» ، الذي تم إعداده أثناء زيارة عائدة إلى فرنسا ، إلا أن في تم تحريرها بواسطة تشارلز شيفر عام 1877. إلى جانب هؤلاء ، كتب أحد مراجعة الجمعية المحلية (1787).

## ثورة
في عام 1788 ، التحق بوزارة جاك نيكر بصفته وزير بلا حقيبة. كان واحدا من ثلاثة ليبراليين طردوا من مناصبهم عند المؤامرات المحافظة لـ  إيرل أرتوا (الأخ الأصغر للملك) و  دوقة بولينياك وصلت إلى ذروتها خلال الأسبوع الثاني من يوليو 1789. ومع ذلك ، انتهى هذا النجاح بـ اقتحام الباستيل. في حكومة نيكر اللاحقة ، أعيد القديس بريست إلى منصب وزير الخارجية في منزل الملك الملكي للأسرة الملكية ، منزل الملك. في وقت لاحق ، في أغسطس 1790 ، عينه الملك لويس السادس عشر ملك فرنسا وزيراً للداخلية (وزير الداخلية).
مع تقدم الثورة الفرنسية ، أصبحت أهمية متزايدة لنمو سلطة الجمعية الوطنية التأسيسية على حساب سلطة الملك الملكية. لقد أصبح هدفًا خاصًا للكراهية الشعبية عندما زُعم أنه قدم لك للتسول من أجل الخبز: «كان لديك ما يكفي بينما كان لديك ملك واحد فقط لسيادتك». ومع ذلك ، شغل منصب حتى يناير 1791.

### المنفى
بعد استقالته بفترة وجيزة ، ذهب إلى ستوكهولم ، حيث كان صهره سفيرا للإمبراطور الروماني المقدس ، ليوبولد الثاني ، في البلاط السويدي.
في عام 1795، شارلوت, الدوقة الملكية ذكر له في مذكراتها الشهيرة كعامل يشتبه في الإمبراطورية الروسية. وفقًا للشائعات ، كانت الكونتيسة أولريكا إليونورا رالامب من محبي الكونت كارل مورنر (1755-1821) ، الذي كان له موقع مركزي في البلاط الملكي وكان على دراية جيدة بأسرار الدولة السرية. في موازاة ذلك ، كانت أيضًا أحد معارفه المقربين من فرانسوا إيمانويل غينارد ، كومت دي سان بريست ، الذي اشتهرت زوجته كونستانس فيلهيلمين دي سان بريست بأنها عميل روسي في السويد. وفقًا لمعلومات تشارلوت ، حصل رالامب على معلومات سرية من مورنر المطلعة جيدًا ، وقدم المعلومات إلى القديس بريست ، الذي أرسلها بدورها إلى بلاتون زوبوف ، مفضل كاترين العظيم ، في روسيا. الأنشطة المشتبه بها لم يتم التحقيق فيها رسميًا.
ي عام 1795 ، انضم إلى شقيق الملك لويس السادس عشر الأوسط ، وكونت دو بروفانس ، في فيرونا كوزير مهاجر لبيت بوربون. بعد وفاة نجل لويس السادس عشر ، أعلن كومت دي بروفانس نفسه ملك فرنسا لويس الثامن عشر. في وقت لاحق ، رافق سان بريست محكمة لويس الثامن عشر المنفية إلى بلانكينبرج وميتاو. في عام 1808 ، في خلاف مع سياسات لويس الثامن عشر ، تقاعد إلى سويسرا. بعد أن سعى دون جدوى للحصول على إذن من نابليون للعودة إلى فرنسا ، طُرد من سويسرا ، وتجول في أوروبا حتى استعادة بوربون.

### العودة إلى فرنسا والموت
على الرغم من سنوات خدمته للويس الثامن عشر ، والليبرالية المبكرة في أواخر الثمانينيات من القرن التاسع عشر ، واستقالته من حكومة المهاجرين في عام 1808 ومحاولاته للحصول على تقارب مع بونابرت يعني أنه لم يسمح له من قبل الملك المستعاد بالمشاركة في الترا حكومة الريالي. ونتيجة لذلك ، فقد عاش بهدوء في بلده حتى وفاته في عام 1821.

### عائلة
أصبح ابنه الأكبر غيوم إيمانويل (1776-1814) جنرالًا في الجيش الروسي ، وخدم في الحملات النابليونية للإسكندر الأول. وتوفي أثناء غزو الحلفاء لفرنسا في لاون.
الابن الثاني ، أرماند إيمانويل تشارلز (1782-1863) ، أصبح حاكم بودوليا وأوديسا في روسيا ، وتزوج من سيدة شابة روسية هي الأميرة صوفي غاليتزين ؛ عاد ابنهما الكسيس غينيارد ، comte de Saint Priest في وقت لاحق إلى باريس ولوحظ في الأوساط الأدبية.
الابن الثالث لفرانسوا ، إيمانويل لويس ماري (1789-1881) ، كان غودسون لماري أنطوانيت. مثل أخيه الأكبر ، غويليم إيمانوال ، شارك في غزو فرنسا في عام 1814. بعد انتهاء خدمته العسكرية بعد سنوات ، أصبح دبلوماسيًا وزعيمًا للمجتمع الشرعي في باريس.
كان ابن أخت فرانسوا ، لويس ألكساندر دي لوناي ، كومنت دانترايج (1753-1812) ، كتيب مشهور ، دبلوماسي ، جاسوس ومغامر سياسي خلال الثورة الفرنسية والحروب النابليونية. في البداية كان مؤيدًا للأفكار الليبرالية لجان جاك روسو وفولتير ، وكلاهما كان قد درس ، انقلب ضد الثورة بعد إلقاء القبض على ماركيز دي فافراس في عام 1789. عندما أُعدم فافراس في فبراير 1790 ، دانترايج هرب من فرنسا وأصبح مهاجرًا. في وقت لاحق ، أصبح عميلًا سريًا لكل من لويس الثامن عشر وألكساندر الأول. قُتل في بريطانيا العظمى في عام 1812 في ظروف غامضة.